# Pagliara
Pagliara là một đô thị ở tỉnh Messina trong vùng Sicilia của Italia, có vị trí cách khoảng 180 km về phía đông của Palermo vào khoảng 25 km về phía tây nam của Messina. Tại thời điểm ngày 31 tháng 12 năm 2004, đô thị này có dân số 1.223 người và diện tích là 14,6 km².
Đô thị Pagliara có các frazioni (các đơn vị cấp dưới, chủ yếu là các làng) Rocchenere and Locadi.
Pagliara giáp các đô thị: Furci Siculo, Mandanici, Roccalumera, Santa Lucia del Mela.